# مورتيمر أدلر
مورتيمر جيروم أدلر (بالإنجليزية: Mortimer Jerome Adler)‏ (28 ديسمبر، 1902 - 28 يونيو، 2001) هو معلم وفيلسوف ومؤلف أمريكي مشهور. عاش أغلب حياته في نيويورك، وسان فرانسيسكو وسان ماتيو. عمل في جامعة كولومبيا، وجامعة شيكاغو. وساهم في موسوعة بريتانيكا ومعهد أدلر للأبحاث الفلسفية. تزوج أدلر مرتين وأنجب أربعة أطفال، وأسس معهد أدلر للأبحاث الفلسفية.

## سيرة شخصية

### نيويورك
ولد أدلر في مدينة نيويورك في 28 ديسمبر 1902، لوالدين يهوديين هاجرا من ألمانيا. ترك أدلر المدرسة في سن الرابعة عشر ليعمل كناسخ في صحيفة نيويورك صن وكان يأمل أن يصبح صحفياً في نهاية المطاف. وفي هذا السبيل عاد أدلر إلى المدرسة لأخذ دروس ليلية في فن الكتابة، وفي هذه المرحلة من حياته تعرف على أعمال كبار الفلاسفة كأفلاطون وأرسطو وتوما الأكويني وجون لوك وجون ستيوارت ميل وغيرهم. تابع أدلر دراسته لاحقاً في جامعة كولومبيا، وساهم خلال فترة الجامعة بكتابات أدبية وقصائد شعرية في عدة مجلات طلابية. ولكنه لم يحصل على درجة البكالوريوس من جامعة كولومبيا، بل استمرَّ في العمل في الجامعة حتى حصل على درجة البكالوريوس الفخرية عام 1983، ودرجة الدكتوراه في علم النفس لاحقاً. كتب أدلر كتابه الأول «الديالكتيك» الذي نشر في عام 1927 أثناء فترة عمله في جامعة كولومبيا.

### شيكاغو
رتب روبرت هتشينز –الرئيس المعين حديثاً لجامعة شيكاغو– توظيف صديقه أدلر كأستاذ لفلسفة القانون في كلية الحقوق في عام 1930 رغم الشكوك التي ساورت أساتذة الفلسفة الكبار في الجامعة مثل جيمس تافتس وجورج ميد، كان أدلر أول أستاذ غير محام ينضم إلى أعضاء الهيئة التدريسية في كلية الحقوق بجامعة شيكاغو، وقام أدلر أيضاً بتدريس الفلسفة في معهد أسبن لإدارة الأعمال في نفس الفترة.

### شهرته الشعبية
سعى أدلر لتبسيط الفلسفة وتقريبها للجماهير، وأصبحت بعض أعماله مثل: «كيف تقرأ كتاباً» من أكثر الكتب شعبية ومبيعاً في الولايات المتحدة. وكان أدلر مدافعاً بقوة عن الديمقراطية الاقتصادية، فكتب مقدمة مؤثرة للبيان الرأسمالي للويس كيلسو. من أبرز من ساعد أدلر في كتاباته صديقه القديم من جامعة كولومبيا آرثر روبين. أما أبرز منتقديه فكان دوايت ماكدونالد الذي قال عنه ذات مرة: لقد كتب السيد أدلر ذات مرة كتاباً بعنوان كيف تقرأ كتاباً، وعليه الآن قراءة كتاب بعنوان كيف تكتب كتاباً.

## الدين واللاهوت
ولد أدلر في عائلة يهودية غير ملتزمة بالدين. وفي أوائل العشرينيات من عمره تعرف على فلسفة القديس توما الأكويني وأعجب بأفكاره، وقال بعد عدة سنوات أنَّه جعل دراسة اللاهوت في أعلى اهتماماته الفلسفية. كان أدلر مساهماً نشيطاً في المجلات الفلسفية والكاثوليكية، بالإضافة إلى أنه كان يخطب بشكلٍ متكرر في المؤسسات الكاثوليكية، إلى حد أن كثيرين اعتقدوا أنه اعتنق الكاثوليكية.
استغرق أدلر وقتاً طويلاً ليحسم آرائه حول القضايا اللاهوتية. فعندما كتب كتابه "كيف تفكر في الله: دليل للوثنية في القرن العشرين في عام 1980، ادعى أنه يعتبر نفسه وثنياً، وفي مقابلة أجراها معه كين مايرز عام 1980 بعد نشر كتابه كيف تفكر في الله، سأله مايرز: لماذا لم تعتنق الديانة المسيحية. أوضح أدلر أنه ورغم تأثره بعدد من المفكرين المسيحيين خلال حياته، إلا أن الفكر الفلسفي منعه من اعتناق أي ديانة. لكن أدلر اعتنق المسيحية أخيراً، وانضم للكنيسة الأسقفية في عام 1984، أي بعد بضع سنوات فقط من تلك المقابلة. يعتقد مايرز أن السبب الرئيسي لاختيار أدلر للمسيحية هو كثرة الألغاز غير المفهومة في هذه الديانة، بحيث أنه أصبح أمام فلسفة جديدة أخرى.
لم يختر أدلر الكاثوليكية مع أنه كان منجذباً لها لسنوات عديدة ويبدو أن بعض القضايا مثل الإجهاض ورفض عائلته وأصدقائه هي التي أبعدته عن اعتناق الكاثوليكية واختيار الكنيسة الأسقفية بدلاً عنها، في حين يعتقد آخرون أن زوجته كارولين كانت السبب الرئيسي وراء ذلك، بدليل أنه انضم أخيراً للكاثوليكية بعد وفاتها في عام 1998. وعلى الرغم من أنه لم يكن كاثوليكياً في معظم فترات حياته ولكنه يعتبر فيلسوفاً كاثوليكياً بسبب مشاركته ودعمه لحركة المحافظين الجدد، وعضويته الطويلة في الرابطة الفلسفية الأمريكية الكاثوليكية.

## فلسفته
اعتبر أدلر كتاب الأخلاق لأرسطو ممثلاً لأخلاقيات الفطرة السليمة، وأنه العقيدة الأخلاقية الوحيدة التي تجيب على جميع الأسئلة التي يجب على الفلسفة الأخلاقية أن تحاول الإجابة عليها، واعتقد أن نظريات أو مذاهب أخرى تحاول الإجابة على أسئلة أكثر مما تستطيع أو أقل مما ينبغي، والإجابات التي تطرحها هي مزيج من الحقيقة والخطأ، وخاصة الفلسفة الأخلاقية لإيمانويل كانط، ونظر إلى مواقف الازدواجية النفسية المادية على أنها وجهان متعاكسان متناقضان، فرفض الشكل المتطرف للثنائيات التي صاغها بعض الفلاسفة مثل أفلاطون (الجسد والروح)، وديكارت (العقل والمادة).

### الحرية والإرادة الحرة
لا تزال مفاهيم الحرية والإرادة الحرة موضع نقاش حتى عصرنا هذا، ولا يوجد حتى الآن تعريف مقبول عموماً للحرية والإرادة الحرة، وفي هذا السبيل أمضى معهد الأبحاث الفلسفية الذي أسسه أدلر عشر سنوات في دراسة فكرة الحرية، إذ استخدمها مئات المؤلفين الذين ناقشوا فكرة الحرية وتنازعوا عليها. نُشرت الدراسة في عام 1958 بعنوان «دراسة جدلية لفكرة الحرية» وخلصت إلى تحديد ثلاثة أنواع من الحرية: الظرفية والطبيعية والمكتسبة.

### الدين
دعا أدلر للاهتمام بالكتاب المقدس لفهم الدين واللاهوت بشكل صحيح، وأشار إلى ضرورة التوفيق بين آياته وبين الحقائق العلمية المأخوذة من خلال طرق المعرفة الطبيعية مثل العلوم والفلسفة. وقد حاول في كتابه كيف تفكر بالله الصادر عام 1981 تفسير كيف أنَّ الله خلق شيء من لا شيء، ولكنه عاد ليؤكد أنه حتى مع هذا الاستنتاج لا يمكن إثبات وجود الله أو نفيه، ويعتقد علماء معاصرون أن حجج أدلر تتوافق مع الاكتشافات الجديدة في علم الفلك لا سيما نظرية الأكوان المتعددة.

## حياته الشخصية
تزوج مورتيمر أدلر مرتين ولديه أربعة أطفال. تزوج هيلين بوينتون في عام 1927 ثم انفصلا بعد ذلك في عام 1960 ولديه طفلان منها هما مارك ومايكل، في حين كانت زوجته الثانية كارولين برينغ، ولديه طفلان منها أيضاً.

## روابط خارجية
- مورتيمر أدلر على موقع IMDb (الإنجليزية)
- مورتيمر أدلر على موقع الموسوعة البريطانية (الإنجليزية)
- مورتيمر أدلر على موقع إن إن دي بي (الإنجليزية)